# Arnold Marc Gorter
Arnold Marc Gorter (Almelo, 1866 – Amsterdam, 1933) fou un pintor de paisatges neerlandès del segle XIX

## Biografia
Segons l'RKD, fou alumne d'August Allebé i Pierre Cuypers al Rijksnormaalschool voor Teekenonderwijzers a Amsterdam el 1888, i el Rijksakademie van beeldende kunsten allà (1889-1891). Era membre del Pulchri Studio i d'Arti et Amicitiae. És conegut pels seus paisatges i guanyà una medalla d'or al Saló de París el 1910. El 1922 acompanyà Guillemina I dels Països Baixos sobre un viatge a Noruega com al seu professor de pintura.